# Existensminimum
Existensminimum eller förbehållsbelopp (jmf existensminimum i Sverige) är den relativt lägsta levnadsnivån, där de ekonomiska utrymmet möter de grundläggande behoven, som inte tillåter något leverne utöver detta. Strängt taget ingår i existensminimum endast vad som är nödvändigt för överlevnad (existens), men ordet används också om vad som är nödvändigt för en skälig levnadsnivå, såsom husrum, mat, kläder, transporter, sjukvård. Begreppet används för beräkning av bidrag till fattiga. Existensminimum är den levnadsnivå man alltid som minimum har rätt till, och är åtminstone i många EU-länder inklusive Sverige betydligt mindre än vad man tjänar på 40 timmars veckoarbete med lägstalön. I Sverige är gränsen satt till en nivå som möjliggör för gäldenären att "kunna försörja sig själv och hemmavarande familjemedlemmar".